# Maria Teresa Cabré

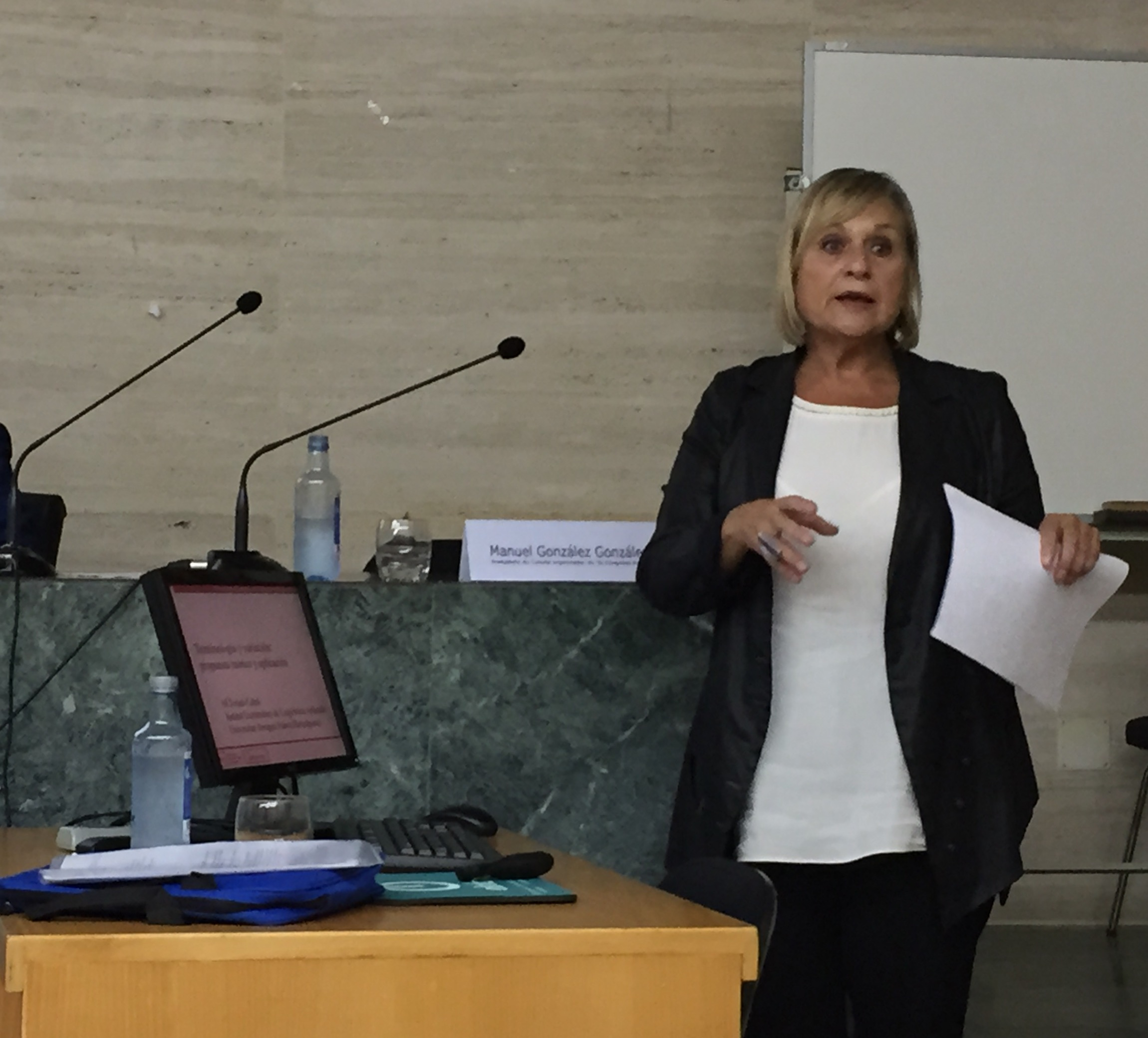
Maria Teresa Cabré in 2015

Maria Teresa Cabré i Castellví (* 10. Februar 1947 in Argentera) ist eine spanische Linguistin und Professorin für Linguistik und Terminologie an der Universität Pompeu Fabra in Barcelona (Spanien).

## Leben und Schaffen
Maria Teresa Cabré i Castellví wurde 1947 in Argentera in Katalonien geboren. Cabré schloss 1969 ihr Studium der Philosophie und der Romanistik (Spanisch) an der Universität Barcelona ab. Zunächst war sie als Assistenzprofessorin für die Autonome Universität Barcelona tätig (Studienjahr 1969–1970), später wechselte sie an die Universität Barcelona.
Zwischen 1970 und 1971 unterrichtete sie auch an der Universität der Balearen. Sie promovierte 1977 an der Universität Barcelona mit einer Dissertation zum Thema Lenguajes especiales: Estudio léxico-semántico (deutsch: „Fachsprachen: eine lexikalisch-semantische Untersuchung“) und hatte zwischen 1984 und 1990 an der Universität eine Professorenstelle inne. Zwischen 1990 und 1994 arbeitete sie als Professorin für deskriptive Linguistik der katalanischen Sprache an der Universität Barcelona. Seit 1994 lehrt Maria Teresa Cabré Fachsprache, Linguistik, Morphologie und Terminologie an der Universität Pompeu Fabra.
Von 1982 bis 1988 war sie Direktorin des katalanischen Zentrums für Terminologie Termcat. Außerdem übernahm sie zwischen 1993 und 2004 die Funktion der Leiterin des Institut Universitari de Lingüistica Aplicada an der Universität Pompeu Fabra sowie zwischen 1998 und 2001 die der Direktorin des Centro de Referencia de Ingenería Lingüística (CREL). Maria Teresa Cabré ist Gründungsmitglied der Associació Catalana de Terminologia (ACATERM) sowie der Asociación Española de Lexicografía (AeLEX). Sie ist Direktorin des Red Iberoamericana de Terminología (Riterm), des Red Panlatina de Terminología (Realiter), sowie der Lexikagruppe der European Linguistic Research Association. Des Weiteren ist sie u. a. Mitglied der Associació Europea Terminologia (AET), des Red Internacional de Terminología (TermNet), des Centre de Referència en Enginyeria Lingüística sowie Forschungsleiterin der Gruppe IULATERM.
In der Vergangenheit hielt sie außerdem sowohl in Spanien als auch im Ausland Gastvorträge und  Seminare ab, u. a. in Valencia, Vigo, Tarragona, Buenos Aires, Lima und Dakar. Darüber hinaus übernahm sie Gastprofessuren an verschiedenen Universitäten außerhalb Spaniens, wie beispielsweise an der Pariser Universität Pierre und Marie Curie (Jussieu), am Instituto de Linguística Teórica e Computacional (ILTEC) in Lissabon und an der University of Liverpool.
Im Jahr 2007 erhielt sie den internationalen Eugen Wüster Preis für besondere Leistungen in der Terminologieforschung und -wissenschaft.

## Publikationen (Auswahl)
- „Sobre la difusa y confusa noción de lo especializado.“ In: Josefa Gómez de Enterría und Ignacio Rodríguez del Bosque (Hrsg.): El español lengua de comunicación en las organizaciones empresariales. 33-40. Cizur Menor, Editorial Aranzadi 2010, ISBN 978-84-470-3485-7
- „Terminology and translation.“ In: Yves Gambier, Luc Van Doorslaer (Hrsg.): Handbook of translation studies. Vol. 1. 356-365. Amsterdam, Philadelphia, John Benjamins Publishing Company 2010, ISBN 978-90-272-0331-1
- Zusammen mit Iria da Cunha und Gabriela Ferraro: „Propuesta de etiquetaje discursivo y sintáctico-comunicativo orientado a la evaluación de un modelo lingüístico de resumen automático.“ In: Carmen M. Bretones (et al.) (Hrsg.): Applied Linguistics Now: Understanding Language and Mind = La Lingüística Aplicada Hoy: Comprendiendo el Lenguaje y la Mente. Actas del XXVI Congreso de la Asociación Española de Lingüística Aplicada. 1333–1347. Almería, Universidad de Almería 2009, ISBN 978-84-692-1479-4
- „La classificació dels neologismes: una tasca complexa.“ In: M. Teresa Cabré und Rosa Estopà (Hrsg.): Les paraules noves: criteris per detectar i mesurar els neologismes. 11-37. Vic, Barcelona, Eumo, Universitat Pompeu Fabra 2009, ISBN 978-84-9766-317-5
- „La Xarxa Temàtica Coneixement, Llenguatge i Discurs Especialitzat: evolució i resultats del treball conjunt.“ In: Coneixement, llenguatge i discurs especialitzat. 13-17. Barcelona, Institut Universitari de Lingüística Aplicada, Universitat Pompeu Fabra 2005, ISBN 978-84-934349-5-3
- Curso de Postgrado Online de Introducción a la Terminología: Edición 2004. Barcelona, Institut Universitari de Lingüística Aplicada, Universitat Pompeu Fabra 2004, ISBN 84-89782-21-0